# Kościół św. Piotra w Okowach w Chobienicach
Kościół świętego Piotra w Okowach w Chobienicach – rzymskokatolicki kościół parafialny należący do parafii pod tym samym wezwaniem (dekanat zbąszyński archidiecezji poznańskiej).
Obecna świątynia została wzniesiona w stylu późnobarokowym w latach 1778 - 1783 przez właściciela Chobienic Józefa Mielżyńskiego - kasztelana poznańskiego. Był to wówczas budowla jednonawowa z kwadratową wieżą. W latach 1928–1930 dzięki staraniom księdza proboszcza Władysława Zielazka kościół został rozbudowany w stylu neobarokowym. Dobudowano tedy prezbiterium, transept i dwie zakrystie po bokach w wyniku czego świątynia obecnie posiada plan krzyża. Wewnątrz został powiększony chór muzyczny poprzez wydłużenie go w kierunku nawy i podparcie dwoma prostokątnymi filarami. Po prawej stronie od wejścia do świątyni, w korpusie wieży Jest umieszczona tablica upamiętniająca ks. Władysława Zielazka, proboszcza tutejszej parafii w latach 1927 - 1940, który zginął w KL Dachau w dniu 2 grudnia 1940 roku. W 1932 roku zostało odmalowane wnętrze i skompletowano nowy wystrój świątyni. Na kościele został założony również dach.
Po lewej stronie od wejścia do świątyni Jest umieszczone epitafium Wirydianny z Bnińskich - małżonki Józefa Mielżyńskiego, budowniczego świątyni, zmarłej w 1797 roku, dalej znajduje się figura Najświętszej Maryi Panny z dzieciątkiem Jezus.Przedsoborowy ołtarz główny jest ozdobiony bogatą w symbolikę dekoracją rzeźbiarską. Nad nim centralnie jest umieszczony obraz Matki Bożej Niepokalanej. Na bocznych ścianach kościoła zawieszone są stacje drogi krzyżowej z 1936 roku. W nawach bocznych w ołtarzach znajdują się obrazy: obraz św. Walentego w lewym, natomiast w prawym bocznym ołtarzu św. Piotra wyprowadzanego z więzienia przez anioła. W nawie bocznej jest usytuowana również wykonana w stylu klasycystycznym chrzcielnica. Większość wyposażenia świątyni reprezentuje styl rokokowy: ołtarz główny, ambona i dwa konfesjonały, dwa ołtarze boczne powstałe około 1780 roku.